# Szałwia

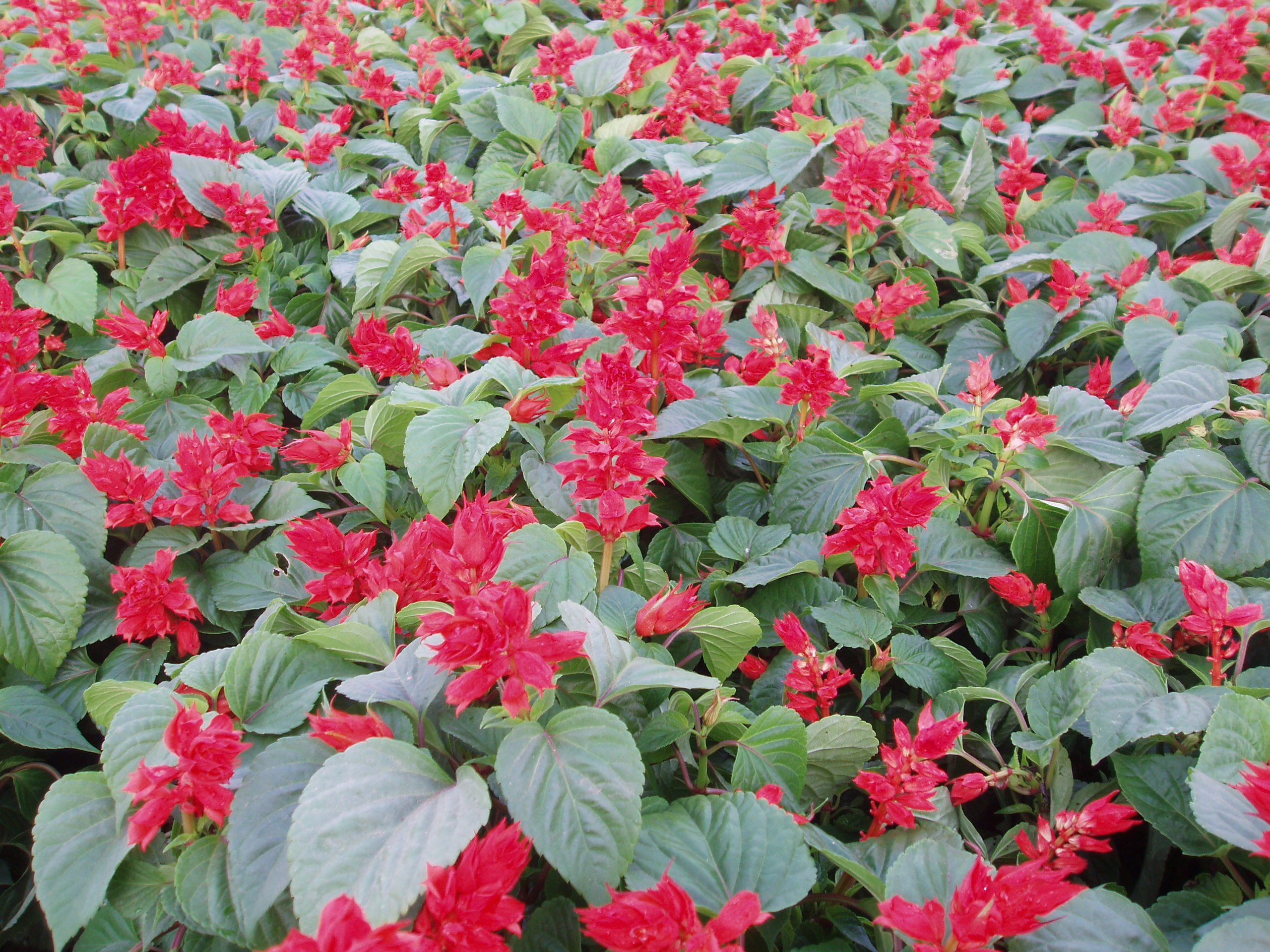
Salvia splendens

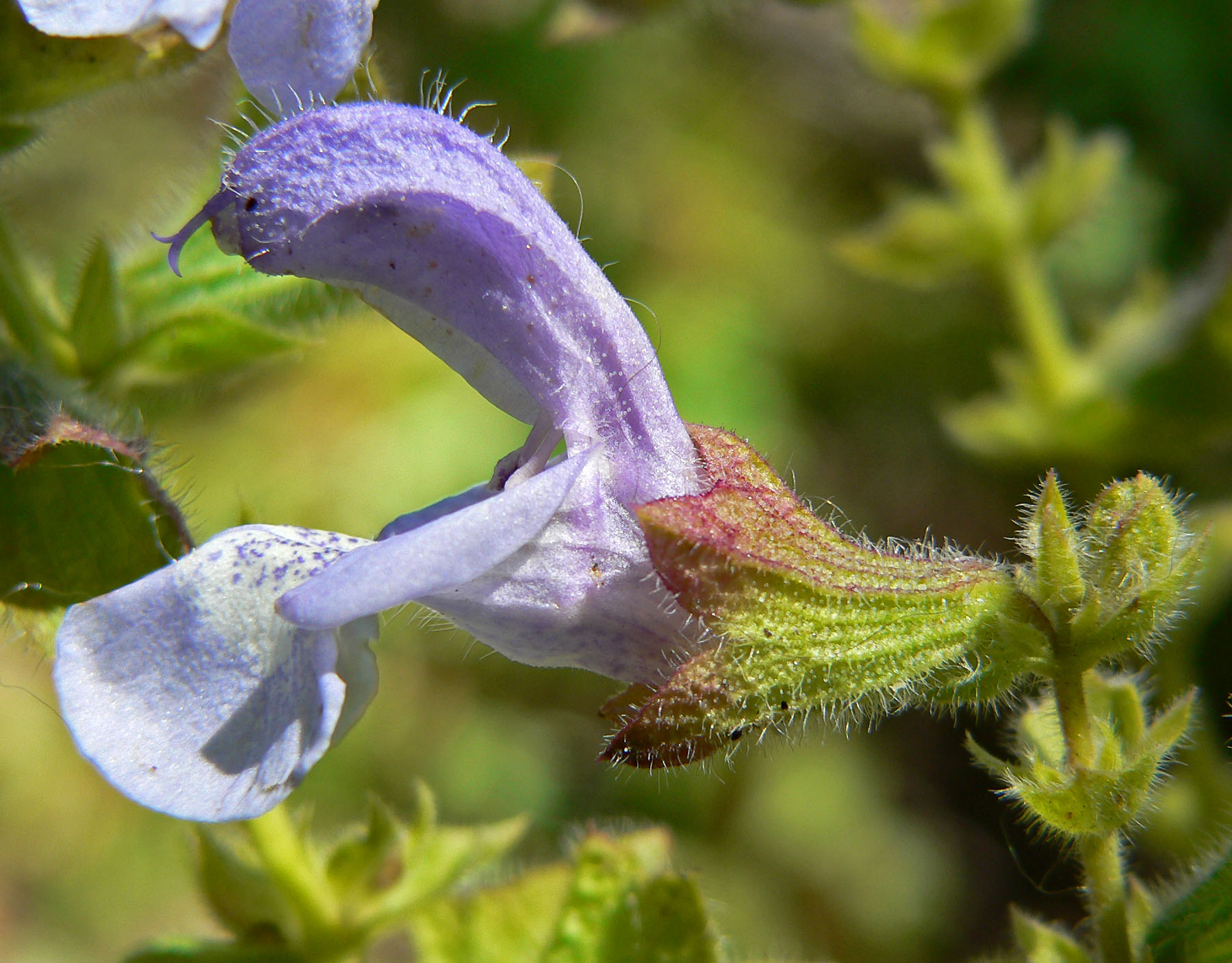
Kwiat Salvia africana

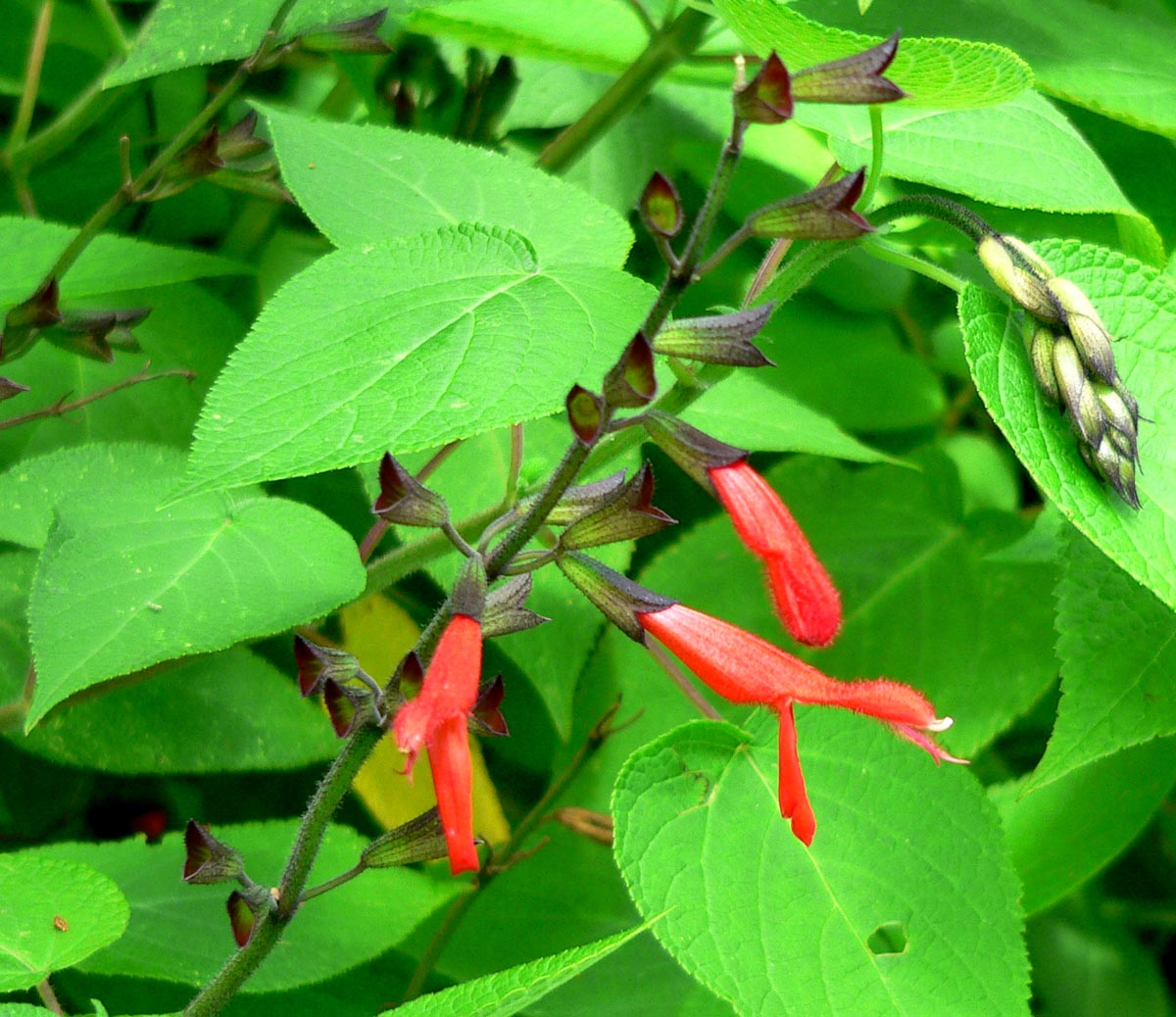
Salvia gesneriiflora

Szałwia (Salvia L.) – rodzaj roślin z rodziny jasnotowatych. Obejmuje ok. 900, 950 lub nawet 1010 gatunków i jest to najliczniejszy w gatunki rodzaj rodziny jasnotowatych. Szałwie występują w stanie dzikim na całej kuli ziemskiej, z wyjątkiem obszarów o klimacie polarnym. Najbardziej zróżnicowane są na obu kontynentach amerykańskich, gdzie rośnie 591 gatunków, z czego ok. 250 w samym Meksyku. Drugi ośrodek z dużym zróżnicowaniem to Azja – od Chin, gdzie rosną 84 gatunki, po Azję południowo-zachodnią, gdzie w samej Turcji rośnie 86 gatunków z czego połowa to endemity tego kraju. W Afryce rośnie 59 gatunków, w Australii 1, w Europie – 36 (z czego w Polsce cztery rodzime – szałwia lepka S. glutinosa, łąkowa S. pratensis, okręgowa S. verticillata i omszona S. nemorosa). Po rewizji taksonomicznej do szałwii zaliczone zostały rodzaje dawniej tradycyjnie wyodrębniane m.in. rozmaryn Rosmarinus i perowskia Perovskia.
Łacińska nazwa rodzaju pochodzi od słowa salvus oznaczającego ocalony, nietknięty, żywy – niektóre gatunki szałwii mają bowiem własności lecznicze i od dawna używane były w lecznictwie. Spożywcze znaczenie ma zwłaszcza szałwia lekarska i hiszpańska, zwana chia, niektóre gatunki mają właściwości halucynogenne (np. szałwia wieszcza S. divinorum) lub stosowane są w przemyśle kosmetycznym, liczne uprawiane są jako ozdobne, zwłaszcza: szałwia błyszcząca S. splendens, szałwia szkarłatna S. coccinea, szałwia błękitna S. azurea, szałwia ananasowa S. elegans, szałwia zielona Salvia viridis.

## Morfologia
PokrójRośliny zielne (jednoroczne i byliny) oraz półkrzewy osiągające do 3 m wysokości (zaliczane też już do krzewów). Pędy pokryte włoskami pojedynczymi i rzadziej rozgałęzionymi, często lepko ogruczolone, aromatyczne.
LiścieUlistnienie naprzeciwległe. Liście zimozielone lub sezonowe. Blaszka pojedyncza, zwykle ząbkowana lub klapowana, czasem pierzastosieczna lub pierzastozłożona.
KwiatyKwiaty grzbieciste, wyrastają w okółkach jedno- do wielokwiatowych, oddalonych od siebie lub skupionych, okółki tworzą kłosokształtny lub wiechowaty kwiatostan złożony. Kwiaty wsparte podsadkami, czasem szybko odpadającymi i niepozornymi, u niektórych gatunków okazałymi i barwnymi, czasem kolczastymi. Przysadki także czasem są obecne. Kielich zrosłodziałkowy, dwuwargowy, z 3 lub 5 łatkami, czasem szydlastymi. Dolna część kielicha dzwonkowata lub walcowata, z 9–15 żyłkami. Korona silnie grzbiecista, dwuwargowa, biała, żółta, fioletowa, czerwona lub niebieska. Górna warga często silnie wygięta, czasem wyprostowana lub spłaszczona. Dolna warga tworzona jest przez trzy łatki, z których środkowa zwykle jest najszersza. Dwa pręciki z pojedynczym płodnym pylnikiem. Nitki zwykle krótkie, ale za to łącznik między workami pyłkowymi silnie wydłużony (rzadziej wtórnie zredukowany). Zalążnia górna, dwukomorowa z parą zalążków w każdej z komór. Szyjka słupka pojedyncza, ze zwykle asymetrycznie rozwidlonym znamieniem.
OwoceRozłupnie rozpadające się na cztery, trójkanciaste, jajowate, brązowe lub kuliste rozłupki.

## Systematyka
Pozycja systematyczna
Szałwia to rodzaj z rodziny jasnotowatych Lamiaceae z podrodziny Nepetoideae z plemienia Mentheae i podplemienia Salviinae.
Badania molekularne i analizy filogenetyczne od końca XX wieku, a zwłaszcza z początków XXI wieku wykazały, że rodzaj w tradycyjnym ujęciu ma charakter parafiletyczny. Wśród różnych linii rozwojowych szałwii zagnieżdżone są inne rodzaje. Ostatecznie w 2017 opublikowana została rewizja taksonomiczna rozszerzająca ujęcie rodzaju i włączająca tu rośliny z rodzajów: Dorystaechas, Meriandra, Perovskia, Rosmarinus i
Zhumeria. W ujęciu tym podrodzaj perowskia Perovskia jest siostrzany względem podrodzaju rozmaryn Rosmarinus, a wraz z nim tworzy grupę siostrzaną kladowi obejmującemu część gatunków z rodzaju Salvia, włącznie z S. officinalis. Alternatywnie przedstawiono też rozwiązanie taksonomiczne zachowujące rodzaj Perovskia i dzielące rodzaj Salvia na 6 rodzajów monofiletycznych. Dominuje jednak szerokie ujęcie rodzaju, włączające do niego gatunki z ww. taksonów.
Gatunki dziko rosnące w Polsce
- szałwia lepka Salvia glutinosa L.
- szałwia łąkowa Salvia pratensis L.
- szałwia okręgowa Salvia verticillata L.
- szałwia omszona, sz. gajowa Salvia nemorosa L.
- szałwia zaroślowa Salvia dumetorum Andrz. – antropofit zadomowiony
- szałwia zielona Salvia viridis L. – efemerofit

Lista gatunków